# Пан еротика
Пан еротика је новосадски еротски магазин из деведесетих година XX века. Излази једном месечно у колору и штампа на латиници.